# Ummidier
Die Ummidier (gens Ummidia) waren ein aus Casinum stammendes römisches Geschlecht, das während der ersten beiden Jahrhunderte n. Chr. mehrere führende Senatoren hervorbrachte und mit dem antoninischen Kaiserhaus verschwägert war. Der Gentilname der männlichen Familienmitglieder lautete Ummidius, derjenige der weiblichen Angehörigen Ummidia.
Einen frühen Vertreter der Familie („ein gewisser Ummidius“), der vermutlich vor 33 v. Chr. starb, nennt Horaz in seinen Satiren. Trotz seines enormen Reichtums sei er so geizig gewesen, dass er sich wie ein Sklave kleidete und beinahe verhungert wäre. Schließlich erschlug ihn ein Freigelassener mit einem Beil. Weitere frühe Belege für den Namen Ummidius sind ein Dialog Varros und ein Brief Ciceros; es könnte sich bei allen drei Belegstellen um die gleiche Person handeln. Der Dialog ist von besonderer Bedeutung, weil Varro selbst eine Villa in Casinum besaß und die dortige Oberschicht daher gekannt haben dürfte.

## Stammliste
Die Nennungsreihenfolge von Geschwistern besagt nichts über deren Geburtszeitpunkt.
1. Gaius Ummidius Durmius Quadratus, Suffektkonsul um 40
  1. Gaius Ummidius (Quadratus?) Sallustius
  2. Gaius Ummidius Quadratus (evtl. identisch mit Gaius Ummidius [Quadratus] Sallustius)
  3. Ummidia Quadratilla Asconia Secunda (evtl. identisch mit Ummidia Quadratilla)
  4. Ummidia Quadratilla
    1. Gaius Ummidius Quadrat[us], Suffektkonsul vermutlich 93
      1. N. N. (Enkelin der Ummidia Quadratilla, nicht sicher Tochter des Suffektkonsuls 93)
      2. Gaius Ummidius Quadratus Severus Sertorius, Redner und Rechtsanwalt, Suffektkonsul 118
        1. Ummidius Quadratus, Suffektkonsul um 146, Ehemann der Annia Cornificia Faustina und damit Schwager des Kaisers Mark Aurel
          1. Ummidia Cornificia Faustina
          2. Marcus Ummidius Quadratus, Konsul im Jahr 167
            1. Claudius Ummidius Quadratus, vermutlich adoptiert, nach einer Verschwörung gegen Commodus hingerichtet